# 崔毖
崔毖，中国西晋末年平州刺史、最后一任晋人东夷校尉。
崔毖任职其时恰逢五胡乱华，中国北方陷入一片混乱。崔毖是王浚其中一位妻子的妻舅、崔琰的曾孙；崔毖认为自己乃正宗汉族，意欲以此为号召招纳流亡汉人，割据一方。不料当时许多流民反而前往归附鲜卑慕容部首领慕容廆。崔毖大为不满，认为是慕容廆强行扣留流民。于是不顾謀士高瞻的劝阻，游说宇文部鲜卑、段部鲜卑和高句丽三方共同进攻慕容廆。
太兴初年，三方联兵伐慕容廆，不料被慕容廆以离间计击败。崔毖惧慕容廆起兵报复，派哥哥的儿子崔焘前往慕容廆处恭贺其胜利。慕容廆于是派兵「护送」崔焘回平州，告诉崔毖「降者上策，走者下策也。」崔毖不能抵挡，率家族和亲兵数千人流亡高句丽，其部众和地盘全部被慕容廆接收。
1. ↑  《资治通鉴》：永嘉五年（311年）七月，晋怀帝被俘，王浚承制署置百官，以妻舅清河崔琰曾孙崔毖为东夷校尉。